# TA-125 Index
El índice TA-125, normalmente denominado Tel Aviv 125 (llamado "Tel Aviv 100" hasta mediados de febrero de 2017), es un índice bursátil de las 125 empresas con mayor capitalización de mercado que cotizan en la Bolsa de Valores de Tel Aviv (Tel Aviv Stock Exchange - TASE). El índice comenzó el 1 de enero de 1992 con un nivel base de 100 puntos. El valor más alto alcanzado hasta la fecha es 1247,92, en enero de 2011.
En agosto de 2016, la Bolsa de Valores de Tel Aviv anunció la "reforma del índice", en la que el índice Tel Aviv 100 sería reemplazado por el índice "Tel Aviv 125". Este cambio entró en vigor el 12 de febrero de 2017, en un intento de mejorar la estabilidad y, por lo tanto, reducir el riesgo para los rastreadores y fomentar la inversión extranjera.

## Funcionamiento
El índice es mantenido por la bolsa de Tel Aviv y es calculado a tiempo real durante su cotización y publicado cada 30 segundos. El índice combina las compañías que cotizan en los índices TA-35 y TA-90.

### TA-35 Index
El índice TA-35 es el índice principal de la TASE. Fue publicado por primera vez en 1992 con el nombre de "Índice MA'OF". El índice TA-35 rastrea los precios de las acciones de las 35 empresas con mayor capitalización de mercado. Sirve como activo subyacente para opciones y futuros, certificados indexados y certificados inversos negociados en la bolsa y en todo el mundo. El índice también comenzó el 1 de enero de 1992 con un nivel base de 100 puntos y se expandió de 25 a 35 acciones junto con el TA-125 en febrero de 2017.

### TA-90 Index
El TA-90 es el índice bursátil de las 90 mayores compañías por capitalización que cotizan en la Bolsa de Valores de Tel Aviv, que no están incluidas en el índice TA-35. El índice comenzó a cotizar en 1999 con un nivel base de 100. El índice se amplió el 12 de febrero de 2017 para incluir 90 en lugar de 75 acciones, en un intento de mejorar la estabilidad y, por lo tanto, reducir el riesgo para los seguidores y fomentar la inversión extranjera.

## Retornos anuales
La siguiente tabla muestra la evolución anual del índice TA-125 desde 1993.
| Año  | Nivel de cierre | Variación de índice en puntos | Variación de índice en % |
| ---- | --------------- | ----------------------------- | ------------------------ |
| 1993 | 247.67          |                               |                          |
| 1994 | 173.57          | −74.10                        | −29.92                   |
| 1995 | 208.23          | 34.66                         | 19.97                    |
| 1996 | 211.04          | 2.81                          | 1.35                     |
| 1997 | 290.96          | 79.92                         | 37.87                    |
| 1998 | 299.89          | 8.93                          | 3.07                     |
| 1999 | 487.23          | 187.34                        | 62.47                    |
| 2000 | 494.58          | 7.35                          | 1.51                     |
| 2001 | 446.79          | −47.79                        | −9.66                    |
| 2002 | 332.45          | −114.34                       | −25.59                   |
| 2003 | 534.39          | 201.94                        | 60.74                    |
| 2004 | 635.95          | 101.56                        | 19.00                    |
| 2005 | 822.99          | 187.04                        | 29.41                    |
| 2006 | 925.60          | 102.61                        | 12.47                    |
| 2007 | 1,154.59        | 228.99                        | 24.74                    |
| 2008 | 564.09          | −590.50                       | −51.14                   |
| 2009 | 1,066.73        | 502.64                        | 89.11                    |
| 2010 | 1,223.16        | 156.43                        | 14.66                    |
| 2011 | 978.49          | −244.67                       | −20.00                   |
| 2012 | 1,049.06        | 70.57                         | 7.21                     |
| 2013 | 1,207.69        | 158.63                        | 15.12                    |
| 2014 | 1,288.93        | 81.24                         | 6.73                     |
| 2015 | 1,315.08        | 26.15                         | 2.03                     |
| 2016 | 1,282.37        | −32.71                        | −2.49                    |
| 2017 | 1,366.22        | 83.85                         | 6.54                     |
| 2018 | 1,333.18        | −33.04                        | −2.42                    |
| 2019 | 1,616.70        | 283.52                        | 21.27                    |

## Composición
Componentes del índice TA-125 (al 23 de agosto de 2020):
| Nombre                                                 | Símbolo | Capitalización de mercado (millones de NIS) | Peso en el índice (%) | Sector                     | Observaciones                                                            |
| ------------------------------------------------------ | ------- | ------------------------------------------- | --------------------- | -------------------------- | ------------------------------------------------------------------------ |
| NICE Ltd.                                              | NICE    | 47,143                                      | 5.40                  | Internet And Software      | NASDAQ dual-listed company.                                              |
| Bank Hapoalim Ltd.                                     | POLI    | 26,745                                      | 4.80                  | Banks                      | London Stock Exchange dual-listed company.                               |
| Bank Leumi Ltd.                                        | LUMI    | 24,031                                      | 4.50                  | Banks                      |                                                                          |
| Perrigo Ltd.                                           | PRGO    | 24,516                                      | 4.37                  | Biomed                     | NYSE dual-listed company.                                                |
| Teva Pharmaceutical Industries Ltd.                    | TEVA    | 37,092                                      | 3.89                  | Biomed                     | NYSE dual-listed company.                                                |
| Israel Discount Bank Ltd.                              | DSCT    | 12,117                                      | 3.39                  | Banks                      |                                                                          |
| Elbit Systems Ltd.                                     | ESLT    | 20,141                                      | 3.38                  | Defense                    | NASDAQ dual-listed company.                                              |
| Mizrahi Tefahot Bank Ltd.                              | MZTF    | 16,606                                      | 2.78                  | Banks                      |                                                                          |
| Israel Chemicals Ltd.                                  | ICL     | 16,353                                      | 2.74                  | Chemical, Rubber & Plastic | 45% owned by Israel Corporation.                                         |
| International Flavors & Fragrances Inc.                | IFF     | 43,692                                      | 2.65                  | Food                       | NYSE dual-listed company.                                                |
| Liveperson Inc.                                        | LPSN    | 13,898                                      | 2.64                  | Internet And Software      |                                                                          |
| Bezeq The Israeli Telecommunication Corp. Ltd.         | BEZQ    | 9,873                                       | 2.21                  | Communications & Media     |                                                                          |
| Azrieli Group Ltd.                                     | AZRG    | 21,865                                      | 2.14                  | Real-Estate & Construction |                                                                          |
| Tower Semiconductor Ltd.                               | TSEM    | 7,207                                       | 2.01                  | Semiconductors             |                                                                          |
| Alony Hetz Properties & Investments Ltd.               | ALHE    | 6,440                                       | 1.80                  | Real-Estate & Construction |                                                                          |
| OPKO Health, Inc.                                      | OPK     | 11,407                                      | 1.77                  | Biomed                     | NASDAQ dual-listed company.                                              |
| Ormat Technologies Inc.                                | ORA     | 10,642                                      | 1.68                  | Cleantech                  | Majority owned subsidiary Ormat Technologies listed under ORA on NYSE.   |
| Nova Measuring Instruments Ltd.                        | NVMI    | 5,222                                       | 1.45                  | Semiconductors             |                                                                          |
| Strauss Group Ltd.                                     | STRS    | 11,335                                      | 1.42                  | Food                       |                                                                          |
| Shufersal Ltd.                                         | SAE     | 6,182                                       | 1.38                  | Commerce                   |                                                                          |
| Compugen Ltd.                                          | CGEN    | 5,107                                       | 1.37                  | Biomed                     | NASDAQ dual-listed company.                                              |
| Enlight Renewable Energy Ltd.                          | ENLT    | 4,774                                       | 1.33                  | Cleantech                  |                                                                          |
| First International Bank Of Israel Ltd.                | FIBI    | 7,718                                       | 1.29                  | Banks                      |                                                                          |
| Mivne Real Estate                                      | MVNE    | 5,468                                       | 1.22                  | Real-Estate & Construction |                                                                          |
| Formula Systems Ltd.                                   | FORTY   | 4,971                                       | 1.11                  | IT Services                |                                                                          |
| Shikun & Binui Ltd.                                    | SKBN    | 6,108                                       | 1.02                  | Construction               |                                                                          |
| Shapir Engineering And Industry Ltd.                   | SPEN    | 8,081                                       | 1.02                  | Metal & Building Products  |                                                                          |
| Electra Ltd.                                           | ELTR    | 5,898                                       | 0.99                  | Investment & Holdings      |                                                                          |
| Sapiens International Corporation N.V                  | SPNS    | 5,778                                       | 0.97                  | Internet And Software      |                                                                          |
| Matrix IT Ltd.                                         | MTRX    | 5,777                                       | 0.97                  | IT Services                |                                                                          |
| Bayside Land Corporation Ltd.                          | BYSD    | 4,251                                       | 0.95                  | Real-Estate & Construction |                                                                          |
| Energix-Renewable Energies Ltd.                        | ENRG    | 7,146                                       | 0.90                  | Cleantech                  |                                                                          |
| Paz Oil Company Ltd.                                   | PZOL    | 3,122                                       | 0.88                  | Energy                     |                                                                          |
| Audiocodes Ltd.                                        | AUDC    | 3,909                                       | 0.87                  | Communications Equipment   |                                                                          |
| Airport City Ltd.                                      | ARPT    | 4,970                                       | 0.85                  | Real-Estate & Construction |                                                                          |
| Hilan Ltd.                                             | HLAN    | 3,586                                       | 0.80                  | IT Services                |                                                                          |
| Harel Insurance, Investments & Financial Services Ltd. | HARL    | 4,763                                       | 0.80                  | Insurance                  |                                                                          |
| Amot Investments Ltd.                                  | AMOT    | 6,256                                       | 0.79                  | Real-Estate & Construction |                                                                          |
| Energean Oil & Gas Plc.                                | ENOG    | 4,472                                       | 0.75                  | Energy                     |                                                                          |
| Melisron Ltd.                                          | MLSR    | 5,954                                       | 0.75                  | Real-Estate & Construction |                                                                          |
| Maytronics Ltd.                                        | MTRN    | 5,407                                       | 0.68                  | Electronics And Optics     |                                                                          |
| The Phoenix Holdings Ltd.                              | PHOE    | 3,942                                       | 0.66                  | Insurance                  |                                                                          |
| Reit 1 Ltd.                                            | RIT1    | 2,353                                       | 0.66                  | Real-Estate & Construction |                                                                          |
| Mega Or Holdings Ltd.                                  | MGOR    | 2,863                                       | 0.64                  | Real-Estate & Construction |                                                                          |
| Clal Insurance Enterprises Holdings Ltd.               | CLIS    | 2,213                                       | 0.62                  | Insurance                  |                                                                          |
| Danel (Adir Yeoshua) Ltd.                              | DANE    | 2,173                                       | 0.61                  | Services                   |                                                                          |
| Partner Communications Company Ltd.                    | PTNR    | 2,532                                       | 0.57                  | Communications & Media     | NASDAQ dual-listed company.                                              |
| Delek Drilling LP                                      | DEDR.L  | 4,433                                       | 0.56                  | Energy                     | 59.1% ownership by Delek Group.                                          |
| BATM Advanced Communications Ltd.                      | BVC     | 2,355                                       | 0.53                  | Investment in hi-tech      |                                                                          |
| The Israel Corporation Ltd.                            | ILCO    | 3,118                                       | 0.52                  | Investment & Holdings      | Holds "Israel Chemicals" and "Bazan Oil Refineries".                     |
| F.I.B.I. Holdings Ltd.                                 | FIBIH   | 3,089                                       | 0.52                  | Banks                      | Controls "The First International Bank".                                 |
| Isracard Ltd.                                          | ISCD    | 1,846                                       | 0.52                  | Financial Services         |                                                                          |
| Big Shopping Centers Ltd.                              | BIG     | 3,942                                       | 0.50                  | Real-Estate & Construction |                                                                          |
| Rami Levi Chain Stores Hashikma Marketing Ltd.         | RMLI    | 2,874                                       | 0.48                  | Commerce                   |                                                                          |
| AFI Properties Ltd.                                    | AFPR    | 2,809                                       | 0.46                  | Real-Estate & Construction |                                                                          |
| Magic Software Enterprises Ltd.                        | MGIC    | 2,742                                       | 0.46                  | Internet And Software      |                                                                          |
| Kenon Holdings Ltd.                                    | KEN     | 3,555                                       | 0.45                  | Investment & Holdings      | Holds "Zim Integrated Shipping Services", automotive & energy companies. |
| Tel Aviv Stock Exchange Ltd.                           | TASE    | 1,543                                       | 0.43                  | Financial Services         |                                                                          |
| Equital Ltd.                                           | EQTL    | 2,310                                       | 0.39                  | Investment & Holdings      |                                                                          |
| OPC Energy Ltd.                                        | OPCE    | 3,902                                       | 0.38                  | Energy                     |                                                                          |
| Inrom Construction Industries Ltd.                     | INRM    | 1,359                                       | 0.38                  | Metal & Building Products  |                                                                          |
| Summit Real Estate Holdings Ltd.                       | SMT     | 2,240                                       | 0.38                  | Real-Estate & Construction |                                                                          |
| Fattal Holdings Ltd.                                   | FTAL    | 2,976                                       | 0.37                  | Hotels & Tourism           |                                                                          |
| Isramco Negev 2 LP                                     | ISRA.L  | 1,650                                       | 0.37                  | Energy                     |                                                                          |
| Allot Ltd.                                             | ALLT    | 1,312                                       | 0.36                  | Internet And Software      |                                                                          |
| Bazan Oil Refineries Ltd.                              | ORL     | 2,100                                       | 0.35                  | Energy                     |                                                                          |
| Camtek Ltd.                                            | CAMT    | 2,094                                       | 0.35                  | Semiconductors             |                                                                          |
| Elco Ltd.                                              | ELCO    | 3,502                                       | 0.34                  | Investment & Holdings      |                                                                          |
| Fox-Wizel Ltd.                                         | FOX     | 2,007                                       | 0.34                  | Fashion & Clothing         |                                                                          |
| Kamada Ltd.                                            | KMDA    | 1,480                                       | 0.33                  | Biomed                     |                                                                          |
| Ashtrom Group Ltd.                                     | ASHG    | 3,376                                       | 0.33                  | Construction               |                                                                          |
| Menora Mivtachim Holdings Ltd.                         | MMHD    | 2,558                                       | 0.32                  | Insurance                  |                                                                          |
| Cellcom Israel Ltd.                                    | CEL     | 1,911                                       | 0.32                  | Communications & Media     | NYSE dual-listed company.                                                |
| Sella Capital Real Estate Ltd                          | SLARL   | 1,115                                       | 0.31                  | Real-Estate & Construction |                                                                          |
| One Software Technologies Ltd.                         | ONE     | 1,815                                       | 0.30                  | IT Services                |                                                                          |
| Ratio Oil Exploration LP                               | RATI.L  | 1,273                                       | 0.28                  | Energy                     |                                                                          |
| Migdal Insurance & Financial Holdings Ltd.             | MGDL    | 2,743                                       | 0.27                  | Insurance                  |                                                                          |
| Delek Automotive Systems Ltd.                          | DLEA    | 1,481                                       | 0.25                  | Services - Commerce        | 22.5% ownership by Delek Group.                                          |
| Elecreaon Wireless Ltd.                                | ELWS    | 1,972                                       | 0.25                  | Cleantech                  |                                                                          |
| Electra Consumer Products Ltd.                         | ECP     | 1,952                                       | 0.25                  | Services - Commerce        |                                                                          |
| Arad Investment & Industrial Development Ltd.          | ARAD    | 1,910                                       | 0.24                  | Electronics & Optics       |                                                                          |
| Novolog                                                | NVLG    | 1,415                                       | 0.24                  | Services                   | Logistics of pharmaceuticals & healthcare.                               |
| Y.H.Dimri Building & Development Ltd.                  | DIMRI   | 1,873                                       | 0.24                  | Construction               |                                                                          |
| Altshuler Shaham Provident Funds and Pension Ltd.      | ASPF    | 3,362                                       | 0.23                  | Financial Services         |                                                                          |
| Gazit Globe Ltd.                                       | GZT     | 2,362                                       | 0.23                  | Real-Estate & Construction |                                                                          |
| Augwind Energy Tech Storage Ltd.                       | AUGN    | 2,050                                       | 0.23                  | Cleantech                  |                                                                          |
| Blue Square Real Estate Ltd.                           | BLSR    | 1,763                                       | 0.22                  | Real-Estate & Construction |                                                                          |
| Neto Malinda Trading Ltd.                              | NTML    | 1,315                                       | 0.22                  | Services - Commerce        |                                                                          |
| Fresh Market Ltd.                                      | FRSM    | 2,169                                       | 0.21                  | Services - Commerce        |                                                                          |
| Idi Insur Ltd.                                         | IDIN    | 1,259                                       | 0.21                  | Insurance                  |                                                                          |
| Itamar Medical Ltd.                                    | ITMR    | 944                                         | 0.21                  | Medical Equipment          | Development & commercialization of non-invasive medical devices.         |
| Arko Holdings Ltd.                                     | ARKO    | 1,587                                       | 0.20                  | Energy                     |                                                                          |
| Brack Capital Properties N.V                           | BCNV    | 1,949                                       | 0.19                  | Real-Estate & Construction |                                                                          |
| Isras Investment Company Ltd.                          | ISRS    | 2,633                                       | 0.18                  | Real-Estate & Construction |                                                                          |
| Mediterranean Towers Ltd.                              | MDTR    | 1,070                                       | 0.18                  | Real-Estate & Construction |                                                                          |
| Ham-Let (Israel-Canada) Ltd.                           | HAML    | 760                                         | 0.17                  | Metal & Building Products  |                                                                          |
| Tadiran Holdings Ltd.                                  | TDRN    | 1,669                                       | 0.16                  | Services - Commerce        |                                                                          |
| Azorim-Investment, Development & Construction Co. Ltd. | AZRM    | 1,289                                       | 0.16                  | Construction               |                                                                          |
| Africa Israel Residences Ltd.                          | AFRE    | 1,259                                       | 0.16                  | Construction               |                                                                          |
| Kerur Holdings Ltd.                                    | KRUR    | 1,229                                       | 0.15                  | Food                       |                                                                          |
| Victory Supermarket Chain Ltd.                         | VCTR    | 1,213                                       | 0.15                  | Services - Commerce        |                                                                          |
| Arad Ltd.                                              | ARD     | 1,145                                       | 0.14                  | Electronics And Optics     |                                                                          |
| Atreyu Capital Markets Ltd.                            | ATRY    | 838                                         | 0.14                  | Financial Services         |                                                                          |
| Malam Team Ltd.                                        | MLTM    | 1,428                                       | 0.14                  | IT Services                |                                                                          |
| Delta-Galil Industries Ltd.                            | DELT    | 1,081                                       | 0.14                  | Fashion & Clothing         |                                                                          |
| Ellomay                                                | ELLO    | 1,114                                       | 0.14                  | Cleantech                  | Builds & operates renewable energy & power projects.                     |
| Israel Canada Ltd.                                     | ISCN    | 1,073                                       | 0.13                  | Construction               |                                                                          |
| Ilex Medical Ltd.                                      | ILX     | 1,304                                       | 0.13                  | Commerce                   |                                                                          |
| Naphtha Israel Petroleum Corp. Ltd.                    | NFTA    | 1,298                                       | 0.13                  | Energy                     |                                                                          |
| Plasson Industries Ltd.                                | PLSN    | 1,261                                       | 0.12                  | Chemical, Rubber & Plastic |                                                                          |
| Delek Group Ltd.                                       | DLEKG   | 1,140                                       | 0.12                  | Investment & Holdings      |                                                                          |
| M. Yochananof and Sons Ltd.                            | YHNF    | 2,188                                       | 0.12                  | Services - Commerce        |                                                                          |
| Electra Real Estate Ltd.                               | ELCRE   | 893                                         | 0.11                  | Real-Estate & Construction |                                                                          |
| Avgol Industries 1953 Ltd.                             | AVGL    | 1,135                                       | 0.11                  | Industry - Wood & Paper    | Manufactures nonwoven fabric products.                                   |
| Ashtrom Properties Ltd.                                | ASPR    | 1,135                                       | 0.11                  | Real-Estate & Construction |                                                                          |
| Adgar Investment & Development Ltd.                    | ADGR    | 651                                         | 0.11                  | Real-Estate & Construction |                                                                          |
| IES Holdings Ltd.                                      | IES     | 859                                         | 0.11                  | Investment & Holdings      |                                                                          |
| The Israel Land Development Co. Ltd.                   | ILDC    | 828                                         | 0.10                  | Real-Estate & Construction |                                                                          |
| Meitav Dash Investments Ltd                            | MTDS    | 791                                         | 0.10                  | Financial Services         |                                                                          |
| Vitania Ltd.                                           | VTNA    | 728                                         | 0.09                  | Real-Estate & Construction |                                                                          |
| Carasso Motors Ltd.                                    | CRSO    | 916                                         | 0.09                  | Services - Commerce        |                                                                          |
| Levinstein Properties Ltd.                             | LVPR    | 870                                         | 0.09                  | Real-Estate & Construction |                                                                          |
| Hadera Paper Ltd.                                      | HAP     | 656                                         | 0.08                  | Wood & Paper               |                                                                          |
| FMS Enterprises Migun Ltd.                             | FBRT    | 812                                         | 0.08                  | Fashion & Clothing         | Producer of ballistic protection materials.                              |
| Doral Group Renewable Energy Resources Ltd.            | DORL    | 1,417                                       | 0.08                  | Cleantech                  |                                                                          |
| Gilat Satellite Networks Ltd.                          | GILT    | 1,043                                       | 0.00                  | Communications Equipment   |                                                                          |

## Antiguos miembros del índice
- Elite - Fusionada con Strauss Group
- Agis Industries (1983) Ltd. - Adquirida por Perrigo (ahora conocida como Perrigo Israel Pharmaceuticals)